# Patiyana
Patiyana is een geslacht van vliesvleugeligen uit de familie Pteromalidae. De wetenschappelijke naam van dit geslacht is voor het eerst geldig gepubliceerd in 1990 door Boucek.

## Soorten
Het geslacht Patiyana is monotypisch en omvat slechts de volgende soort:
- Patiyana coccorum Boucek, 1990